# George Willoughby Fraser
Pour les articles homonymes, voir George Fraser et Fraser.
George Willoughby Fraser (né le 5 août 1866 à Mereworth - 24 novembre 1923 à Bath, Somerset) est un ingénieur civil anglais qui opérait au service de l'Egypt Exploration Fund.

## Biographie
George Willoughby Fraser est le fils de Sir Thomas Fraser et Matilda Wildman.
Dans le cadre de son travail pour l'Egypt Exploration Fund, il travaille comme dessinateur dans les fouilles menées par Sir Flinders Petrie, Percy Edward Newberry et Marcus Worsley Blackden dans le Fayoum, à Beni Hassan, à Deir el-Bersha et dans les carrières de Hatnoub.
Il décrit le cimetière datant des IVe et Ve dynasties, à deux kilomètres au sud de Tounah el-Gebel, cimetière rebaptisé plus tard « Tombeaux Fraser » en son honneur.

## Publications
- « Le rapport de M. G. Willoughby Fraser sur l'enquête du Wady Dêr en-Nakhleh », dans : Francis L. Griffith, Percy E. Newberry, El Bersheh Part 2. Egypt Exploration Fund, Londres, 1895, p. 55-66.
- Catalogue of the scarabs belonging to George Fraser, Londres, 1900.
- « The early tombs at Tehneh », dans Annales du Service des Antiquités de l'Égypte, no 3, 1902,  (ISSN 1687-1510), p. 67-76, 122-130, 5 planches.